# Eleón (ort i Grekland)
Eleón är en ort i Grekland.   Den ligger i prefekturen Nomós Voiotías och regionen Grekiska fastlandet, i den sydöstra delen av landet, 50 km nordväst om huvudstaden Aten. Eleón ligger 167 meter över havet och antalet invånare är 655.
Terrängen runt Eleón är varierad. Runt Eleón är det ganska tätbefolkat, med 75 invånare per kvadratkilometer. Närmaste större samhälle är Chalkída, 17,1 km nordost om Eleón. Trakten runt Eleón består till största delen av jordbruksmark.